# Kamrem

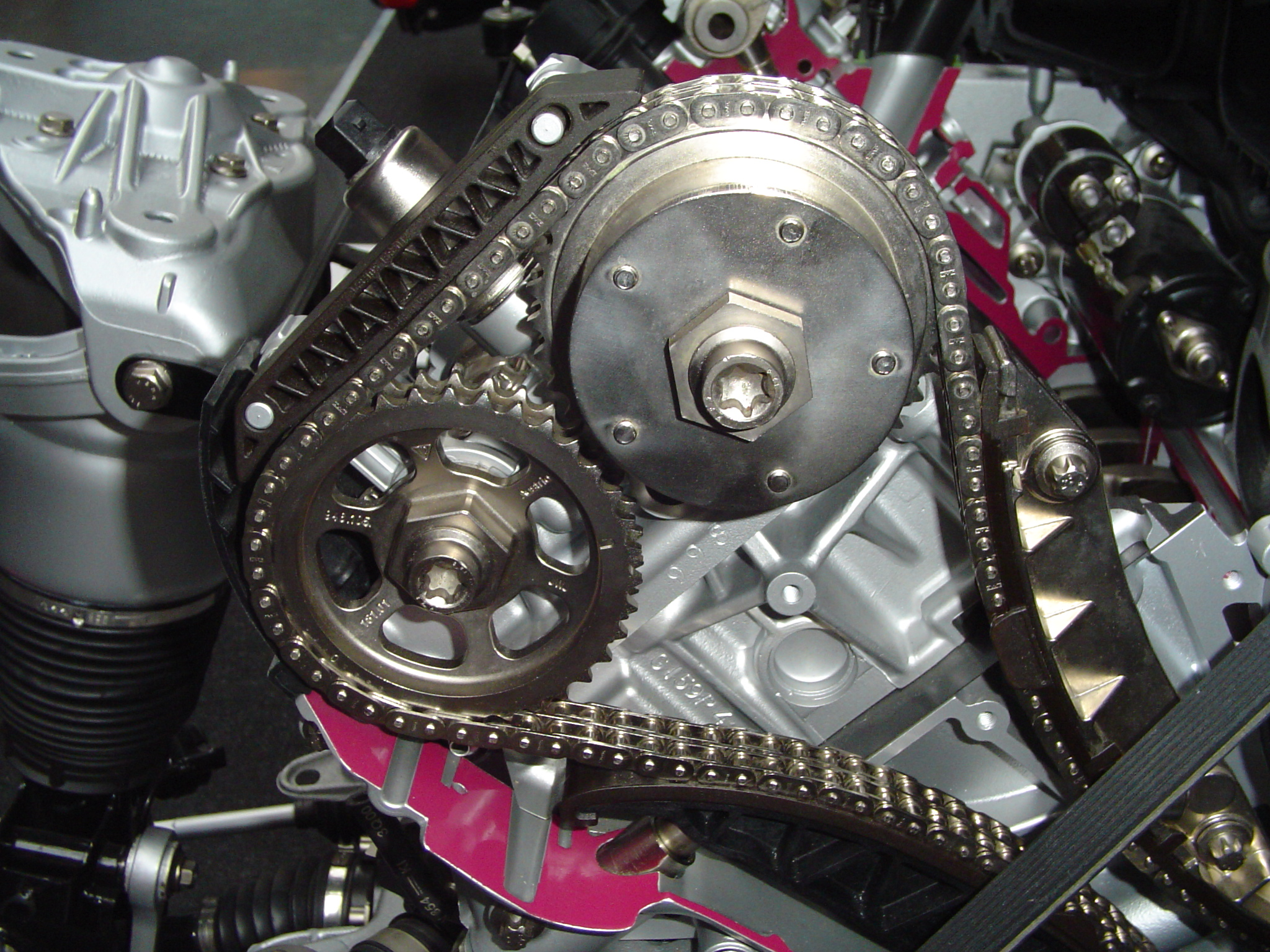
En motor med kamkedja.

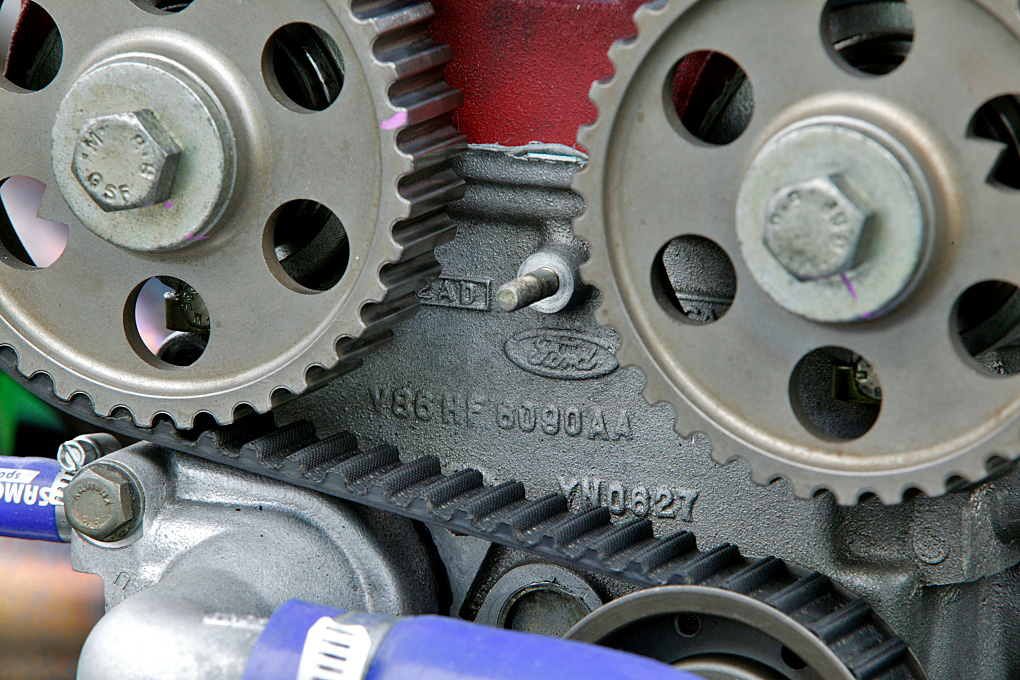
En motor med kamrem.

En kamrem, eller en kamkedja, driver kamaxeln i en fyrtaktsmotor. Beroende av tillverkare och typ av motor används kamrem eller kamkedja. Kamremmen eller -kedjan är utsatt för förslitning, vilket är varför motortillverkaren rekommenderar att den byts ut efter ett visst antal mil. På många typer av motorer kan kolvarna stöta samman med ventilerna med omfattande skador som följd, om en kamrem eller kamkedja brister.